# Potamiá
Potamiá (en griego: Ποταμιά) es un pueblo del municipio de Agiá, en la unidad periférica de Larisa, en Tesalia, Grecia. Se halla a 4 km al sudoeste de Skiti y a 6 km al sudeste de Agiá.